# Odvlečen
Odvlečen (v anglickém originále Rendition) je americký filmový thriller z roku 2007. Režisérem filmu je Gavin Hood. Hlavní role ve filmu ztvárnili Reese Witherspoonová, Jake Gyllenhaal, Meryl Streep, Omar Metwally a Alan Arkin.

## Obsazení
| Reese Witherspoonová | Isabella Fields El-Ibrahimi |
| Jake Gyllenhaal      | Douglas Freeman             |
| Meryl Streep         | Corinne Whitman             |
| Omar Metwally        | Anwar El-Ibrahimi           |
| Alan Arkin           | senátor Hawkins             |
| Peter Sarsgaard      | Alan Smith                  |
| Aramis Knight        | Jeremy El-Ibrahimi          |
| Rosie Malek-Yonan    | Nuru El-Ibrahimi            |
| J. K. Simmons        | Lee Mayers                  |
| Bob Gunton           | Lars Whitman                |